# L'Ambulance improvisée
L'Ambulance improvisée est un tableau réalisé par le peintre français Frédéric Bazille en 1865. Cette huile sur toile représente Claude Monet dans un lit après une blessure à la jambe. La scène se déroule dans une chambre d'hôtel de Chailly-en-Bière momentanément transformée, à cause de l'accident, en un établissement de santé temporaire, ce que désigne une acception désuète du mot « ambulance » qui apparaît dans le titre de l'œuvre. Celle-ci fait partie des collections du musée d'Orsay, à Paris, depuis 1986.